# Emilia Plater
Grofica Emilia Plater (Broel-Plater, litovsko Emilija Pliaterytė), poljsko-litovska plemkinja in revolucionarka, * 13. november 1806, Vilno, Ruski imperij (zdaj Litva), † 23. december 1831, dvorec Justianowo, Kongresna Poljska (zdaj Litva).
Izvirala je iz dežel razdeljene poljsko-litovske zveze. Vzgojena je bila v domoljubni tradiciji v Liksni pri Daugavpilsu in se je v poljski novembrski vstaji 1830–1831 borila proti Ruskemu cesarstvu. Ustanovila je majhno enoto, sodelovala v več spopadih v današnji Litvi in prejela čin stotnice v poljskih uporniških silah. Ko so se glavne sile pod vodstvom generala Dezyderyja Chłapowskega odločile, da bodo prenehale z bojem in prebegnile v Prusijo, se je ona zaobljubila, da bo nadaljevala boj. Hotela je oditi na Poljsko, kjer je vstaja še trajala, vendar je pred tem zbolela in umrla.
Čeprav ni sodelovala v nobenem pomembnejšem spopadu, so o njej poročali številni mediji, njena zgodba pa je navdihnila številna umetniška in literarna dela. Deviška bojevnica je narodna herojinja na Poljskem in v Litvi. Poljaki jo častijo kot simbol žensk, ki se borijo za narod. Dobila je vzdevek »poljska Ivana Orleanska«.

## Življenjepis

### Zgodnje življenje
Rodila se je v Vilni v poljski družini Plater iz vrst  plemstva. Njena družina, nosilka grba Plater, je izvirala iz Vestfalije, vendar se je polonizirala. Večina družine se je v 15. stoletju preselila v poljsko Livonijo in kasneje v Veliko litovsko kneževino, katere glavno mesto je bila Vilna. Različni viri ji pripisujejo poljsko, poljsko-litovsko ali litovsko narodnost.
Njena starša, Franciszek Ksawery Plater in Anna von der Mohl (Anna z Mohlów), sta se ločila leta 1815, ko je bila stara devet let. Kot edinko sta jo vzgajala daljna sorodnika Michał Plater-Zyberk in Izabela Helena Syberg zu Wischling v dvorcu njune družine v kraju Līksna blizu Daugavpilsa (Dźwina). Plemiška družina je imela več graščin ob Zahodni Dvini s približno 15.000 podložniki. Plater-Zyberk je bil viceguverner Vilniške gubernije pod vodstvom guvernerja Franciszeka Ksaweryja Drucki-Lubeckega. En od njenih tutorjev je bil Wilhelm von Dalwig, kapitan in vojaški inženir, ki je delal na trdnjavi Daugavpils.  Prejela je kakovostno izobrazbo, privzgojili so ji spoštovanje do prizadevanj Tadeusza Kościuszka in princa Józefa Poniatowskega. Navdušila sta jo Johann Wolfgang von Goethe in Friedrich Schiller, ki ju je znala brati v nemškem izvirniku. V njenem okolju so cenili zgodovino Poljske, med njenimi literarnimi junaki so bili kneginja Wanda in Grażyna Adama Mickiewicza. Občudovala je tudi Bouboulino, žensko, ki je postala ena od simbolov grškega upora proti Osmanom, poljsko borko Anno Doroto Chrzanowsko, pa tudi Ivano Orleansko. Ta prizadevanja je spremljalo zgodnje zanimanje za konjeništvo in streljanje, kar je bilo za dekleta iz aristokratskih družin v zgodnjem 19. stoletju precej nenavadno. Imela je znance in prijatelje v poljskem združenju Filaret. Globoko jo je zanimala tudi rutenijska in beloruska ljudska kultura.
Leta 1823 je bil en od njenih bratrancev za kazen zaradi praznovanja obletnice poljske ustave 3. maja prisilno vpoklican v cesarsko rusko vojsko; ta incident naj bi bil eden ključnih dogodkov v njenem življenju in tisti, ki je spodbudil njeno protirusko držo. Leta 1829 je odšla na turnejo po zgodovinski poljsko-litovski skupnosti, obiskala je Varšavo in Krakov ter bojišče pri Raszynu. Njena mati je umrla leto kasneje; njen oče se je ponovno poročil in ni hotel niti videti več svoje hčere. Po izbruhu novembrske vstaje proti Ruskemu imperiju je postala glasna zagovornica proticarskega razpoloženja v deželah nekdanje Velike litovske kneževine. Uporu se je pridružil kakšen ducat žensk, med njimi tudi Antonina Tomaszewska, toda Platerjeva je med vsemi najbolj zaslovela.

### Vstaja
V izjavi z dne 25. marca, ki jo je napisala v dvorcu Antazavė, Platerjeva zatrjuje, da se je uporu pridružila po lastni volji in da je vse življenje želela iti v vojno. Ostrigla se je, si pripravila uniformo ter organizirala in opremila skupino prostovoljcev. Odšla je k svojemu bratrancu Cezaryju v Dusiaty (Dusetos) in imela po maši 29. marca strasten govor. Naslednji dan je njena skupina napadla poštno postojanko v Daugielah in zajela konje za njeno enoto. 4. aprila je podpisala deklaracijo o pristopu k lokalnim vstajnikom. Govori se, da je isti dan zasedla mestece Jeziorosy        (danes Zarasai), čeprav zgodovinarji niso prepričani, da se to res zgodilo.
Načrtovala je zavzetje Dyneburga (Daugavpilsa), kjer sta dva od njenih bratrancev obiskovala vojaško šolo, in upala, da bo od znotraj začela vstajo, vendar je z izvidniško misijo odkrila, da mesto brani premočna garnizija, zato je načrt opustila. Njeno enoto je takrat sestavljalo približno 280 pripadnikov pehote, 60 konjenikov in nekaj sto kmetov, oboroženih z bojnimi kosami. Nato se je obrnila proti Samogitiji in se odpravila proti Poniewieżu (Panevėžysu), kjer je 30. aprila združila moči z enoto pod poveljstvom Karola Załuskega. 4. maja se je udeležila bitke pri Prastavoniaiju, kmalu zatem pa se je ob Konstantyu Parczewskem borila pri Mejszagoli (Maišiagali). 5. maja je prisostvovala dogodku, ko je general Dezydery Chłapowski z veliko vojsko vstopil na območje in prevzel poveljstvo nad vsemi uporniškimi enotami v nekdanji Veliki kneževini.
Chłapowski je Platerjevi svetoval, naj preneha z bojevanjem in se vrne domov. Odgovorila naj bi, da ne namerava sleči uniforme dokler očetnjava ni popolnoma osvobojena. Njena odločitev je bila sprejeta in postala je poveljnica 1. čete litovskega 25. pehotnega polka. Povišana je bila v čin stotnice, najvišji čin, ki je bil takrat podeljen ženski. Njena spremljevalka Maria Raszanowicz je bila povišana v čin poročnice. Nekaj časa je ostala v Kovnu (Kaunasu) nato pa so bili uporniki konec junija prisiljeni k umiku. Uporniki so 8. julija poskušali zajeti Szawle (Šavle, Šiauliai) vendar so jih Rusi premagali. Enota Platerjeve je bila zadolžena za zaščito konvoja vozov z zalogami. Rusi so napadli konvoj, pobili približno 300 upornikov in zajeli zaloge.
Naslednji dan se je general Chłapowski odločil prestopiti mejo v Prusijo in tam padel v ujetništvo. Platerjeva je glasno kritizirala to odločitev, zavrnila upoštevanje ukazov in se namesto tega odločila, da se bo poskusila prebiti do Varšave in nadaljevati boj. Po ločitvi od glavnine vojske, v spremstvu Marije Raszanowicz in njenega bratranca Cezaryja, pa je hudo zbolela. Vstaja se je oktobra končala in mnogi njeni življenjepisi trdijo, da ji je to strlo srce, kar je poslabšalo njeno bolezen in vodilo v njeno smrt. Umrla je 23. decembra 1831 v graščini Justianowo (tudi Justianów) družine Abłamowicz (zdaj kraj Vainežeris). Pokopana je bila v mestecu Kopciowo (zdaj Kapčiamiestis) pri Łoździejih (zdaj Lazdijai). Po zatrtju vstaje so ruske oblasti zaplenile njeno posestvo.
Biograf Stefan Kieniewicz v bolj kritični obravnavi ugotavlja, da je veliko njenih podvigov slabo dokumentiranih in legend ni vedno mogoče ločiti od dejstev. Omenja, da ni gotovo ali je kdaj v resnici poveljevala in da je bila njena vloga poveljnice čete 25. polka verjetno bolj častna kot resnična. Pri Šavlah (Šiauliaiju) so jo denimo namenoma držali za frontnimi črtami, saj so jo tovariši skušali obvarovati pred nevarnostjo.

## Zapuščina
Prvo pesem o njej je spesnil Konstanty Gaszyński junija 1831. Poljski tisk je kmalu zatem razširil glas o njenem življenju in smrti, kar je prispevalo k njeni rastoči slavi. Podoba deviške bojevnice se priljubila ljudem in postala je simbol upora. Adam Mickiewicz jo je ovekovečil v svoji pesmi iz leta 1832, Śmierć pułkownika (Smrt polkovnika), pri čemer pa je opis njene smrti povsem poetičen in pesem le ohlapno temelji na njenem resničnem življenju. Pesem poviša Platerjevo iz stotnice v polkovnico in jo omenja kot vodjo vstaje. Mickiewicz je idealiziral tudi njeno osebnost in spretnosti ter jo prikazal kot idealno poveljnico, ki so jo častili njeni vojaki. Ta pesem je bila vključena v učni načrt osnovnih šol v komunistični in neodvisni Poljski.
Izšla so tudi druga literarna dela, ki temeljijo na njenem življenju, večinoma v tujini; pisali so jih tako poljski emigrant kot tujci. V poljski književnosti je njeno življenje predstavljeno v romanu Wacława Gąsiorowskega, sedmih dramah in več pesmih, med njimi tudi avtorjev Antonija Edwarda Odynieca in Marije Konopnicke. Dramo Les Polonais: événements historique Charlesa Prosperja v štirih dejanjih so uprizorili na Cirque Olympique v Parizu leta 1831. Druge drame so napisali Janina Sedlaczek (1895), Władysław Winiarski (1912), Adam Znamirowski (1915), Eustachy Czekalski (1917), Wanda Brzeska (1927), Tadeusz Korczyński (1933) in Tadeusz Orsza Korpal (1937). Prvo litovsko dramo Antanasa Vienuolisa je šele leta 1939 uprizorilo Državno gledališče v Kovnu (Kaunasu), ko je medvojna Republika Litva gradila svojo identiteto. LRT Radijas je predvajala poetično dramo Judite Vaičiūnaitė.
Józef Straszewicz je objavil tri francoske različice njene biografije. Prevod v angleščino, ki ga je med drugim sponzoriral predsednik John Tyler, je bil leta 1843 objavljen v New Yorku. Večina kasnejših biografov in pisateljev je sledila idealizirani Straszewiczevi pripovedi. Zagovornica pravic žensk Margaret Fuller jo je v svoji knjigi Woman in the Nineteenth Century (1845) opisala kot vzor. Leta 1996 je Halina Filipowicz objavila študijo s feminističnega vidika o vplivu zapuščine Platerjeve na spolne vloge in stereotipe na Poljskem.
Za motiv so jo uporabili tudi različni slikarji te dobe, kot so Hippolyte Bellangé, Achille Deveria, Philipp Veit in Wojciech Kossak. Litografija Françoisa Le Villaina, ki temelji na Deverijinem delu, je postala eden najbolj prepoznavnih njenih portretov in je popularizirala njeno podobo nežne, plemenite bojevnice.
V času Druge poljske republike je bila upodobljena na bankovcu za 20 zlotov. Med drugo svetovno vojno je bila v njeno čast imenovana poljska ženska podporna enota 1. neodvisni ženski bataljon Emilia Plater, del sovjetske poljske 1. pehotne divizije Tadeusz Kościuszko; njeni nekdanji pripadniki so kasneje ustanovili vas Platerówka v Spodnji Šleziji. Po njej se imenuje več ulic in šol na Poljskem in v Litvi. V Kapčiamiestisu so leta 1984 odprli majhen spominski muzej v njeno čast in leta 1999 je bil tam postavljen še spomenik.